# En fest för livet
En fest för livet (originaltitel: A Moveable Feast) är en memoarbok av Ernest Hemingway, utgiven postumt 1964. Bokens handling utspelar sig huvudsakligen i 1920-talets Paris, om möten med personer som F. Scott Fitzgerald, Gertrude Stein och Ezra Pound. 2009 kom en reviderad och kraftigt utökad version av boken redigerad av sonsonen Seán Hemingway.

## Utgåvor på svenska
- 1964
- 1965
- 1970
- 1986 - ISBN 91-0-046749-9 - realisationsupplaga
- 2005 - ISBN 91-0-010906-1
- 2016 - ISBN 978-91-7742-440-6 - översättning av 2009 års reviderade utgåva